# متلازمة المقصورة البطنية
متلازمة المقصورة البطنية هي متلازمة وليست مرضًا، وبالتالي فهي تحدث جنبًا إلى جنب مع العديد من الامراض، إما بسبب المرض الأساسي أو مصاحبه لعمليات العلاج.

## نبذة
تحدث متلازمة المقصورة البطنية عندما يصبح البطن عرضة لزيادة الضغط. والسبب لحدوث المتلازمة غير معروف ، على الرغم من أن بعض الأسباب يمكن أن تكون التسمم والصدمات الشديدة في البطن. يعمل الضغط المتزايد على تقليل تدفق الدم إلى أعضاء البطن ويضعف وظائف الرئة والقلب والأوعية الدموية والكلى والأمعاء المعوية ، مما يسبب متلازمة الخلل الوظيفي للأعضاء المتعدده والموت.

## التشخيص
يتم تحديد متلازمة المقصورة البطنية كضغط داخل البطن أعلى من 20 مم زئبق مع وجود دليل على فشل الأعضاء. تتطور متلازمة المقصورة البطنية عندما يصل الضغط داخل البطن بسرعة إلى بعض القيم المرضية، خلال عدة ساعات (يتم ملاحظة ارتفاع ضغط الدم داخل البطن) ، ويستمر لمدة 6 ساعات أو أكثر. مفتاح التعرف على متلازمة المقصورة البطنية هو إظهار الضغط المرتفع داخل البطن والذي يتم إجراؤه في أغلب الأحيان عن طريق المثانة البولية ، ويعتبر «المعيار الذهبي». ويشمل الفشل المتعدد الأضرار تلفاً في القلب والرئة والكلية، الجهاز العصبي والجهاز الهضمي وجدار البطن والعين. القناة الهضمية هي الأكثر حساسية لفرط ضغط الدم داخل البطن.

## علاج
خوارزمية العلاج للمتلازمه هو بتخفيف الضغط الجراحي. معدل الوفيات المرتبطة بمتلازمة المقصورة البطنية كبيرة ، تتراوح بين 60 ٪ و 70 ٪. النتيجة الضعيفة للجراحه لا تتعلق فقط بمتلازمة المقصورة البطنية نفسها ولكن أيضًا للإصابات المصاحبة لها والصدمة النزفية. ويبقى الضغط الجراحي للبطن هو العلاج الأمثل لمتلازمة مقصورة البطن. هذا عادة ما يحسن التغيرات في الأعضاء ويتبعه أحد الأساليب المؤقتة لإغلاق البطن من أجل منع ارتفاع ضغط الدم الثانوي داخل البطن. ويمكن تحقيق تخفيف الضغط الجراحي عن طريق فتح جدار البطن ولفافة البطن الأمامية من أجل خلق مساحة أكبر لأحشاء البطن. بمجرد فتحه.